# مهتاب روی سکو
مهتاب روی سکو فیلمی به کارگردانی فیما امامی و نویسندگی فیما امامی و رضا دریانوش است که در سال ۱۳۸۹ ساخته شده است.

## بازیگران
- حسین محجوب
- مرضیه خوشی‌تراش
- امیر رضا دلاوری
- علی اسکندری
- مهدی صباغی
- آتش تقی‌پور
- حمیدرضا آفرینش